# Крокин галерея
Крокин галерея — одна из старейших московских галерей современного искусства.

## О галерее
Галерея была основана в августе 1990 года Михаилом Александровичем Крокиным. Открылась 1 августа 1990 год выставкой в выставочном зале на ул. Петровские линии в Москве. Галерея создавалась как творческое содружество художников «Нео Шаг». Целью содружества «Нео Шаг» была организация групповых выставок молодых российских художников с дальнейшем выходом на международный арт-рынок. Название «Нео-Шаг» было предложено московским художником Владимиром Самсоновым. До 1997 года галерея располагалась по адресу Петровские линии, 1/20 в Культурном центре на Петровских линиях. В 1997 году галерея переехала на Большую Полянку, 15, и вскоре была переименована в «Крокин галерею». Изменение названия галереи владелец Крокин галереи объяснял соображениями международного продвижения. В 2013 году галерея переехала на Климентовский переулок, где по-прежнему каждый месяц открывает персональные и групповые выставки современных художников. 

## Участие в международных арт-ярмарках
- 1991 — АРТ-МИФ, Центральный выставочный зал "Манеж", Москва.
- 1992 — АРТ-МИФ, Центральный выставочный зал "Манеж", Москва.
- 1993 — АРТ-МИФ, Центральный выставочный зал "Манеж", Москва.
- 1993 — ART DUESSELDORF, Германия.
- 1993 — ART FRANKFURT, Франкфурт-на-Майне, Германия.
- 1994 — Chicago International Art Exposition, США.
- 1994 — ART FRANKFURT, Франкфурт-на-Майне, Германия.
- 1994 — Artexpo New York США.
- 1994 — Art Fiera, Bologna Италия.
- 1994 — ACAF-4, Мельбурн, Австралия.
- 1994 — ART CANNES, Palais des Festivals, Cannes, Франция
- 1995 — ART FRANKFURT, Франкфурт-на-Майне, Германия.
- 1995 — ART CANNES, Palais des Festivals, Cannes, Франция
- 1995 — Artexpo New York США.
- 1996 — ACAF-5, Мельбурн, Австралия.
- 1996 — Международная ярмарка современного искусства ARCO (Madrid).
- 1996 — ART STRASBOURG,Франция.
- 1996 — LINEART, Gent, Бельгия.
- 1996 - ART FRANKFURT, Франкфурт-на-Майне, Германия.
- 1997 — Международная ярмарка современного искусства ARCO (Madrid).
- 1997 — ART MIAMI, Miami Beach Convention Center США.
- 1997 — KUNST WIEN, Oesterr, Германия.
- 1999 — Art-Chicago (Navy Pier), США.
- 1999 — San Francisco Int. Art Exposition, США.
- 1999 — ARCO (Madrid).
- 2000 — San Francisco Int. Art Exposition, США.
- 2000 — ART-PARIS (Carrousel Du Louvre).
- 2000 — FIAC (Париж).
- 2000 — Международная ярмарка современного искусства ARCO (Madrid).
- 2001 — San Francisco Int. Art Exposition (США)
- 2001 — ART-PARIS (Carrousel Du Louvre).
- 2001 — FIAC, Париж.
- 2001 — Art Chicago, США.
- 2001 — Арт-Москва.
- 2001 — Art-Brussels (Брюссель, Бельгия).
- 2001 — ARCO (Мадрид, Испания).
- 2002 — FIAC (Париж).
- 2002 — Art Frankfurt, Германия.
- 2002 — Art-Chicago, Чикаго, США.
- 2002 — Арт-Москва, Россия.
- 2002 — ARCO, Мадрид, Испания.
- 2002 — San Francisco Int. Art Exposition (США).
- 2003 — Чикаго (США).
- 2003 — Международная ярмарка Арт-Москва.
- 2003 — San Francisco International Art Exposition (США).
- 2003 — Art Miami (США).
- 2004 — 8-я Международная ярмарка Арт-Москва.
- 2004 — San Francisco International Art Exposition (США).
- 2005 — 9-я Международная ярмарка АРТ-МОСКВА.
- 2006 — 10-я Международная ярмарка АРТ-МОСКВА.
- 2007 — 11-я Международная ярмарка АРТ-МОСКВА.
- 2007 — 2 Московская биеннале современного искусства.
- 2008 — 12-я Международная ярмарка АРТ-МОСКВА.
- 2009 — 13-я Международная ярмарка АРТ-МОСКВА.
- 2010 — Международная художественная ярмарка COSMOSCOW.
- 2010 — 14-я Международная художественная ярмарка Арт-Москва.
- 2011 — 15-я Международная художественная ярмарка Арт-Москва.
- 2014 — Международная художественная ярмарка Art Vilnius.
- 2016 — Международная художественная ярмарка SWAB Barcelona, Барселона, Испания.